# Kaabil
Pour plus de détails, voir Fiche technique et Distribution.
Kaabil (काबिल) est un film indien réalisé par Sanjay Gupta, sorti en 2017.

## Synopsis
Rohan Bhatnagar, un acteur de doublage aveugle, veut venger le viol et le meurtre de sa petite amie.

## Fiche technique
- Titre : Kaabil
- Titre original : काबिल
- Réalisation : Sanjay Gupta
- Scénario : Siraj Ahmed et Vijay Kumar Mishra
- Dialogues : Sanjay Masoomm (version hindi) et Rajshri Sudhakar (version télougou)
- Musique : Roshin Balu, Salim Merchant, Sulaiman Merchant et Rajesh Roshan
- Photographie : Ayananka Bose et Sudeep Chatterjee
- Montage : Akiv Ali
- Production : Rakesh Roshan
- Société de production : Film Kraft
- Pays :  Inde
- Genre : Action, drame, romance, policier et thriller
- Durée : 139 minutes
- Dates de sortie : 
  -  Inde : 26 janvier 2017

## Distribution
- Hrithik Roshan : Rohan Bhatnagar
- Yami Gautam : Supriya Bhatnagar
- Ronit Roy : Madhavrao Shellar
- Rohit Roy : Amit Shellar
- Narendra Jha : Inspector Chaubey
- Girish Kulkarni : Nalawade
- Sahidur Rahaman : Wasim
- Suresh Menon : Zafar

## Distinctions
Le film est nommé au Filmfare Award du meilleur acteur pour Hrithik Roshan.